# Drapeau de Columbus
 (mai 2025).
La mise en forme du texte ne suit pas les recommandations de Wikipédia : il faut le « wikifier ».
Les points d'amélioration suivants sont les cas les plus fréquents. Le détail des points à revoir est peut-être précisé sur la page de discussion.
- Les titres sont pré-formatés par le logiciel. Ils ne sont ni en capitales, ni en gras.
- Le texte ne doit pas être écrit en capitales (les noms de famille non plus), ni en gras, ni en italique, ni en « petit »…
- Le gras n'est utilisé que pour surligner le titre de l'article dans l'introduction, une seule fois.
- L'italique est rarement utilisé : mots en langue étrangère, titres d'œuvres, noms de bateaux, etc.
- Les citations ne sont pas en italique mais en corps de texte normal. Elles sont entourées par des guillemets français : « et ».
- Les listes à puces sont à éviter, des paragraphes rédigés étant largement préférés. Les tableaux sont à réserver à la présentation de données structurées (résultats, etc.).
- Les appels de note de bas de page (petits chiffres en exposant, introduits par l'outil «  Source ») sont à placer entre la fin de phrase et le point final[comme ça].
- Les liens internes (vers d'autres articles de Wikipédia) sont à choisir avec parcimonie. Créez des liens vers des articles approfondissant le sujet. Les termes génériques sans rapport avec le sujet sont à éviter, ainsi que les répétitions de liens vers un même terme.
- Les liens externes sont à placer uniquement dans une section « Liens externes », à la fin de l'article. Ces liens sont à choisir avec parcimonie suivant les règles définies. Si un lien sert de source à l'article, son insertion dans le texte est à faire par les notes de bas de page.
- La présentation des références doit suivre les conventions bibliographiques. Il est recommandé d'utiliser les modèles {{Ouvrage}}, {{Chapitre}}, {{Article}}, {{Lien web}} et/ou {{Bibliographie}}. Le mode d'édition visuel peut mettre en forme automatiquement les références.
- Insérer une infobox (cadre d'informations à droite) n'est pas obligatoire pour parachever la mise en page.

Pour une aide détaillée, merci de consulter Aide:Wikification.
Si vous pensez que ces points ont été résolus, vous pouvez retirer ce bandeau et améliorer la mise en forme d'un autre article.
Le drapeau actuel de la ville de Columbus, Ohio est un triband vertical jaune-blanc-rouge avec le sceau de la ville sur un champ bleu. Officiellement, le drapeau a été adopté en 1929, bien qu'on ne sache pas s'il a déjà été arboré lors de sa première adoption.
Le premier drapeau de la ville a été adopté en 1912. Le dessin consistait en un sceau sur un champ bleu. Le deuxième drapeau actuel a remplacé ce drapeau en 1929, mais un drapeau non officiel similaire à celui officiellement défini dans la législation est devenu plus important. Au lieu d'un tricolore jaune, blanc et rouge, il avait un tricolore rouge, blanc et bleu. On ignore encore comment ce drapeau est né, mais après la découverte de cette anomalie, la ville a commencé à arborer le bon drapeau.
Une refonte du drapeau a débuté en 2020. Lors des manifestations de George Floyd, le maire de la ville Andrew Ginther a demandé des modifications au drapeau en raison de son utilisation d'images liées à Christophe Colomb.

## Conception et Symbolisme
Le tribande jaune chromé, blanc et rouge écarlate (officiellement une proportion de 1: 2: 1, mais est souvent une proportion de 1: 2,3: 1 pour s'adapter au sceau) est une référence à l'Espagne, qui a financé les expéditions de Christophe Colomb vers les Amériques. Columbus, l'homonyme de la ville, est également référencé près du centre du sceau, où un navire de sa flotte est représenté. Le navire est complètement enfermé dans une bordure jaune circulaire. Autour de celui-ci se trouve un bouclier inspiré du dessin du drapeau des États-Unis, avec 13 bandes rouges et blanches et 12 étoiles blanches (6 de chaque côté du dessin du navire) sur un fond bleu foncé. Les dimensions du drapeau de la ville de 10:19 sont également liées au drapeau des États-Unis. Au lieu d'indiquer directement les proportions, le code municipal de Columbus exige que le drapeau ait les mêmes proportions que le drapeau des États-Unis, qui a été spécifié à 20 par 38 (souvent simplifié à 10 par 19) dans un décret de 1959 à la suite de l'admission d'Hawaï à l'Union. Perché au sommet du bouclier se trouve un aigle aux ailes déployées, encore un autre exemple du symbolisme américain. Derrière l'aigle se trouve le dôme du capitole de l'Ohio, indiquant l'importance de Columbus en tant que capitale de l'Ohio. Juste au-dessus du dôme se trouve le texte "Columbus, Ohio" en police jaune vieil anglais. Tous les éléments du sceau mentionnés ci-dessus sont entourés de 16 étoiles jaunes à cinq branches et d'une demi-couronne de feuilles de buckeye. L'aigle s'agrippe à une seule étoile jaune qui, avec les 16 étoiles supplémentaires, représente l'Ohio comme le dix-septième État à rejoindre l'Union. Les feuilles de buckeye sont une autre représentation de l'Ohio, car c'est l'arbre de l'État.Le sceau, adopté en 1912, ne contenait à l'origine pas le champ bleu. Le 9 décembre 1958, l'emblème entier a été adopté comme sceau de la ville. À l'origine, il n'était considéré que comme les armoiries. La description officielle du sceau permet une certaine interprétation artistique, et donc différentes versions de celui-ci ont été conçues.
La conception du drapeau a été critiquée pour sa célébration de Christophe Colomb, une figure controversée en raison de ses tendances violentes envers les indigènes et les colonisateurs et pour son implication dans la traite négrière atlantique. La ville a supprimé ses références à l'explorateur; à la suite des manifestations de George Floyd en 2020, la ville a également annoncé qu'elle envisageait de changer le sceau et le drapeau de la ville, supprimant sa référence à Christophe Colomb.

## Histoire

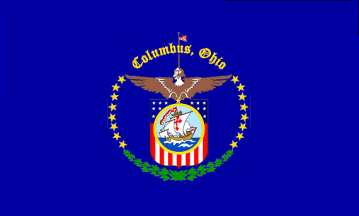
Premier drapeau 1912-1929

Le premier drapeau de Colomb consistait simplement en le sceau actuel sur un champ bleu. Il a été adopté le 12 février 1912, après qu'un comité convoqué par le conseil municipal l'ait choisi. Cette date est convenue par presque toutes les sources concernant le drapeau, mais une publication de la ville de 1962 indiquait que la date d'adoption était le 12 septembre 1912. La résolution adoptant le drapeau se lisait comme suit: 
Sur un champ bleu, une demi-couronne de feuilles de buckeye, vertes, et un demi-cercle de 16 étoiles, le tout entourant un bouclier national portant un cercle doré dans lequel apparaît une galère, ou navire, de la flotte de Christophe Colomb, d'après qui ladite ville est nommée, ledit bouclier et navire étant de couleurs appropriées, au-dessus et serrant le bouclier comme un aigle, avec des ailes déployées, proprement dit, gardant une étoile d'or, faisant le dix-septième et représentant l'Ohio. Au-dessus et entre les ailes de l'aigle apparaît la coupole du capitole de l'État, surmontée de l'inscription "Columbus, Ohio", dorée, en vieilles lettres anglaises.
Deuxième drapeau
Le deuxième et actuel drapeau de Christophe Colomb a été adopté par le conseil municipal le 28 janvier 1929, rédigeant une ordonnance déclarant: 
Que le drapeau officiel de la ville de Columbus soit le suivant:
Que le drapeau soit composé de trois barres verticales; jaune chromé à gauche, rouge écarlate à droite et blanc au centre.
Que le sceau et les armoiries de la ville de Columbus, tels qu'adoptés par résolution du conseil du 12 février 1912, soient placés au centre de la barre blanche.
Que la taille du drapeau soit des mêmes dimensions que les tailles standard du drapeau des États-Unis.
On ignore si ce drapeau a été utilisé après la résolution. En fait, on sait très peu de choses sur l'origine du drapeau; même le concepteur est inconnu.

## Troisième drapeau

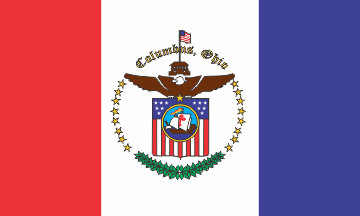
Troisième drapeau 1965–1975

on ne sait pas quand et comment le troisième drapeau est apparu. Il comportait une bande tribande rouge, blanche et bleue ,ainsi que différentes proportions de rayures (officiellement 1:1:1, 1:1.3:1 était souvent utilisé). Le drapeau a été arboré dans les salles du conseil municipal au moins dès 1965, bien que le drapeau n'ait jamais été officiellement adopté.[1] Cette version du drapeau peut être vue dans un vitrail représentant des monuments de Columbus, installé en 1965 dans l'église épiscopale de la Trinité sur la place du Capitole à Columbus.
Redécouverte et utilisation du deuxième drapeau
Kenneth Huff, un écrivain de la North American Vexillological Association (NAVA), s'est rendu à Columbus en 1974 pour prendre des photos du drapeau de la ville. Sous l'impression que la version de 1929 du drapeau était celle utilisée, il fut déconcerté de trouver un drapeau de couleur rouge, blanche et bleue. Il a contacté le bureau du greffier de la ville, qui a mené une enquête pour savoir comment le drapeau est devenu le drapeau de facto de la ville. Aucun raisonnement concluant n'a été trouvé. Un drapeau conçu par un officier du département de police de Columbus  qui a suivi l'ordonnance de 1929 a été présenté au conseil municipal en avril 1976, au moins 10 ans après que le drapeau incorrect ait été arboré pour la première fois. Pour le bicentenaire des États-Unis en 1976, ce dessin a été rétabli avec des proportions de rayures de 1:1,4:1. Les proportions actuelles du drapeau de 1: 2: 1 ont été adoptées vers 1985, pour s'adapter plus confortablement au sceau. Également au moment de l'adoption du drapeau, une nouvelle description du sceau lui a donné un champ bleu. Dans une enquête NAVA de 2004 sur 150 drapeaux de villes américaines, le drapeau de Columbus s'est classé 72e, ou 3e sur cinq drapeaux de l'Ohio (les drapeaux de Cleveland et Cincinnati sont plus élevés).
En 2012, la 46e réunion annuelle de la NAVA a eu lieu au centre-ville de Columbus. Comme pour toutes les réunions annuelles de la NAVA, un concours de drapeaux a été organisé, qui représenterait la réunion. Ces drapeaux contiennent généralement des éléments qui représentent la ville hôte. Le drapeau choisi contenait un arc blanc séparant le bleu du côté du treuil et le rouge du côté de la mouche. L'arc formait la lettre "C", signifiant Colomb. La palette de couleurs du rouge, du blanc et du bleu est la même pour le drapeau de l'Ohio et le drapeau des États-Unis.
Refonte proposée
Des efforts ont été faits pour redessiner le drapeau, peut-être le plus notable étant "Le drapeau du peuple de Columbus", conçu par Paul Nini, professeur de design à l'Ohio State University. Il est divisé en quatre sections par une croix blanche au milieu, représentant l'intersection de Broad et High Street. Sur le palan, un demi-cercle bleu clair est niché sous la croix blanche, signifiant la rivière Scioto et la péninsule de Franklinton. Du côté de la mouche, 4 bandes rouges et 3 bandes blanches (dont une de la croix blanche) symbolisent le drapeau de l'Ohio, ainsi que les sept membres du conseil municipal qui prennent les décisions pour la ville. Au centre se trouve une étoile bleue, représentant son statut de capitale de l'Ohio.
La Columbus Art Commission a été chargée de redessiner le drapeau et le sceau de la ville, à la suite d'une demande d'Andrew Ginther lors des manifestations de George Floyd. Aucune date limite n'a été annoncée pour la finalisation de la conception.